# Реметалк III
Реметалк III (д/н — 46) — останній володар Фракії в 38—46 роках.

## Життєпис
Син царя Рескупоріда III. Не підтримав змову батька проти свого родича — царя Котіса VIII у 19 році. Після заслання й загибелі Рескупоріда III його син отримав частку володінь, проте фактична влада належала римлянам. З 26 року втратив будь-яку владу. У Римі затоваришував зі спадкоємцем трону Калігулою. У 37 році останній, ставши імператором, призначив Реметалка архонтом-епонімом Афін.
У 38 році після загибелі царя Реметалка II імператор передав Реметалку царство Фракію, а брата загиблого Котіса IX позбавив номінальної влади у Фракійському царстві, передавши Малу Вірменію. Для зміцнення становища новий цар Реметалк III одружився з сестрою Реметалка II — Піфодоридою II.
У своїй політиці намагався зберегти автономію царства, був вірним імперії, допомагаючи у випадку повстань та заворушень, а також надсилав фракійські війська як допоміжні до різних провінцій. Втім після вбивства Калігули у 41 році стосунки Реметалка III з новим імператором Клавдієм не склалися, оскільки той взяв курс на ліквідацію клієнтських держав Риму. У 46 році, через ревнощі, дружина царя влаштувала змову, внаслідок якої Реметалк III загинув. Фракію було приєднано до Римської імперії.